# Porcija
Porcija (također Uran XII) je prirodni satelit planeta Uran, iz grupe manjih unutarnjih pravilnih, s oko 135 kilometara u promjeru i orbitalnim periodom od 0.5131959201 ± 0.0000000093 dana.